# William Grey (13e baron Grey de Wilton)
Pour les articles homonymes, voir William Grey (homonymie) et Grey.
William Grey, 13e baron Grey de Wilton  (1508/9 - 14 décembre 1562), est un baron anglais et commandant militaire servant en France dans les années 1540 et 1550, et dans les guerres écossaises des années 1540.

## Jeunesse
Grey est le treizième baron Grey de Wilton, quatrième fils d'Edmund Grey, 9e baron Grey de Wilton (mort en 1511) et Florence Hastings, fille aînée de Sir Ralph Hastings . Il est convoqué pour la première fois au parlement le 3 novembre 1529, par le roi Henri VIII d'Angleterre.

## Service en France, 1544-1547
Pendant la guerre d'Italie de 1542-1546, Grey commande l'expédition contre la France en 1544, sous les ordres de John, lord Russell, et assiste au siège de Montreuil. Il semble y avoir eu une certaine jalousie entre Grey et le comte de Surrey. Grey est nommé capitaine en chef de l'armée appelée « les équipages », et il est convenu en 1545 que ce commandement serait transféré à Surrey, tandis que Grey devait être nommé lieutenant de Boulogne sous Lord Poynings. Sur des lettres de Guînes, cependant, le roi Henri VIII ordonne à Grey de rester à la tête de son armée, tandis que Surrey est envoyé à Boulogne. Le secrétaire Paget parle des moyens sinistres constamment employés pour mettre ces nobles en désaccord. Grey remplace finalement Surrey en tant que lieutenant de Boulogne en avril 1546. Au cours de la campagne de France, Grey se distingue grandement, notamment par la destruction de la forteresse de Châtillon, qu'il rase. Le roi accorde sa faveur à Grey et lui promet des récompenses et des promotions, mais la promesse n'est pas réalisée à la suite de la mort du roi.

## Service militaire en Écosse

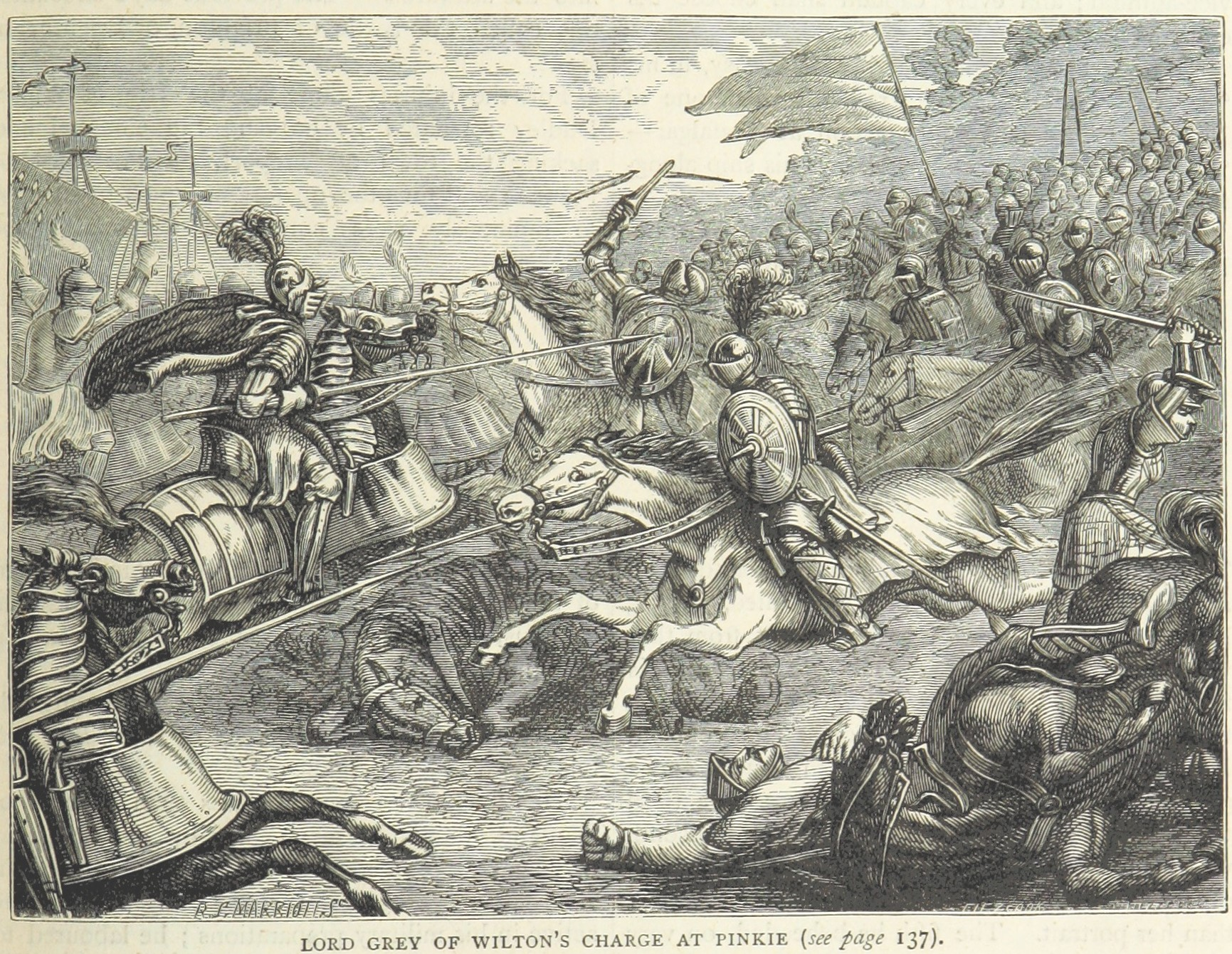
Grey à Pinkie Cleugh

La première année du règne d'Édouard VI, Grey, alors maréchal et capitaine général de cavalerie, est envoyé en Écosse. Il se place à la tête de l'armée pour porter la première charge contre l'ennemi à la bataille de Pinkie Cleugh, le 10 septembre 1547 et est blessé. 
Il se rétablit et douze jours plus tard (22 septembre) est nommé pour achever la livraison du château de Hume. Le 28, il est fait chevalier par le duc de Somerset à Berwick. Le protecteur retourne en Angleterre, et Grey resta gouverneur de Berwick, gardien des marches de l'est et général des parties nord. Le 18 avril 1548, Grey et Sir Thomas Palmer traversent à nouveau la frontière et avancent jusqu'à Haddington, qu'ils prennent et fortifient minutieusement. Après avoir passé six semaines à améliorer les défenses, ils laissent une garnison de 2 500 hommes en charge et partent, brûlant Dalkeith et dévastant le pays sur six milles autour d'Édimbourg tout en se repliant tranquillement sur Berwick.
Il y eut des troubles dans toute l'Angleterre au cours de l'été 1549, une période qui est connue sous le nom de « moment d'agitation ». En juillet 1549, Grey est envoyé à la tête de quinze cents cavaliers et fantassins dans l'Oxfordshire, où il rétablit immédiatement l'ordre, non sans user d'une sévérité considérable contre les prêtres. Il marche ensuite dans le West Country et, rejoignant le comte de Bedford, rend un service signalé dans la pacification du Devon et des Cornouailles pendant la rébellion du livre de prières.

## La politique pendant la succession
En 1551 Grey est détenu dans la Tour comme l'un des partisans de Somerset qui est le Protecteur d’Édouard VI pendant sa minorité. Après l'exécution du Protecteur, Grey est mis en liberté. Ayant recouvré les faveurs royales, Grey est nommé gouverneur du château de Guînes dans le Calaisis. À la mort d'Édouard VI, Gray rejoint le duc de Northumberland dans sa tentative avortée de placer Lady Jane Grey sur le trône. Le mouvement en faveur de Lady Jane s'effondre et, les 21 et 22 juillet 1553, Grey et d'autres personnes compromises obtiennent le pardon.

## Service en France, 1553-1558
Quelques jours après sa soumission, Grey reçoit une commission pour lever 350 fantassins et cinquante demi-lanciers dans les comtés de Middlesex et de Kent, et dans la ville de Londres, pour la garnison de Guînes. Lorsque la guerre est officiellement déclarée par les Français en 1557, Guînes est si mal garnie que Grey rapporte qu'à moins d'être renforcé, il est à la merci de l'ennemi. Un petit détachement est envoyé; mais bien que Grey ait plus de mille hommes, une partie seulement d'entre eux sont Anglais, le reste étant Bourguignons et Espagnols. Au milieu de l'hiver, d'ailleurs, les vivres se font rares à Guînes et à Calais. Le 1er décembre, Grey annonce une expédition réussie pour la destruction d'un détachement français. « Le commandant de Guînes était un homme farouche et sévère, dit Froude, et son sang étant brûlant, il fit sauter l'église de Busigny, avec son clocher, et tous les soldats français retranchés y périrent. Une formidable force française apparue à Abbeville le 22 décembre, Grey et Wentworth écrivent une lettre conjointe urgente à la reine. Des ordres sont longuement donnés pour des renforts, mais ceux-ci sont annulés sur un rapport erroné que l'alarme était mal fondée. Les Français paraissent sous les murs de Guînes le 31 ; Calais est investi le 1er janvier 1558.

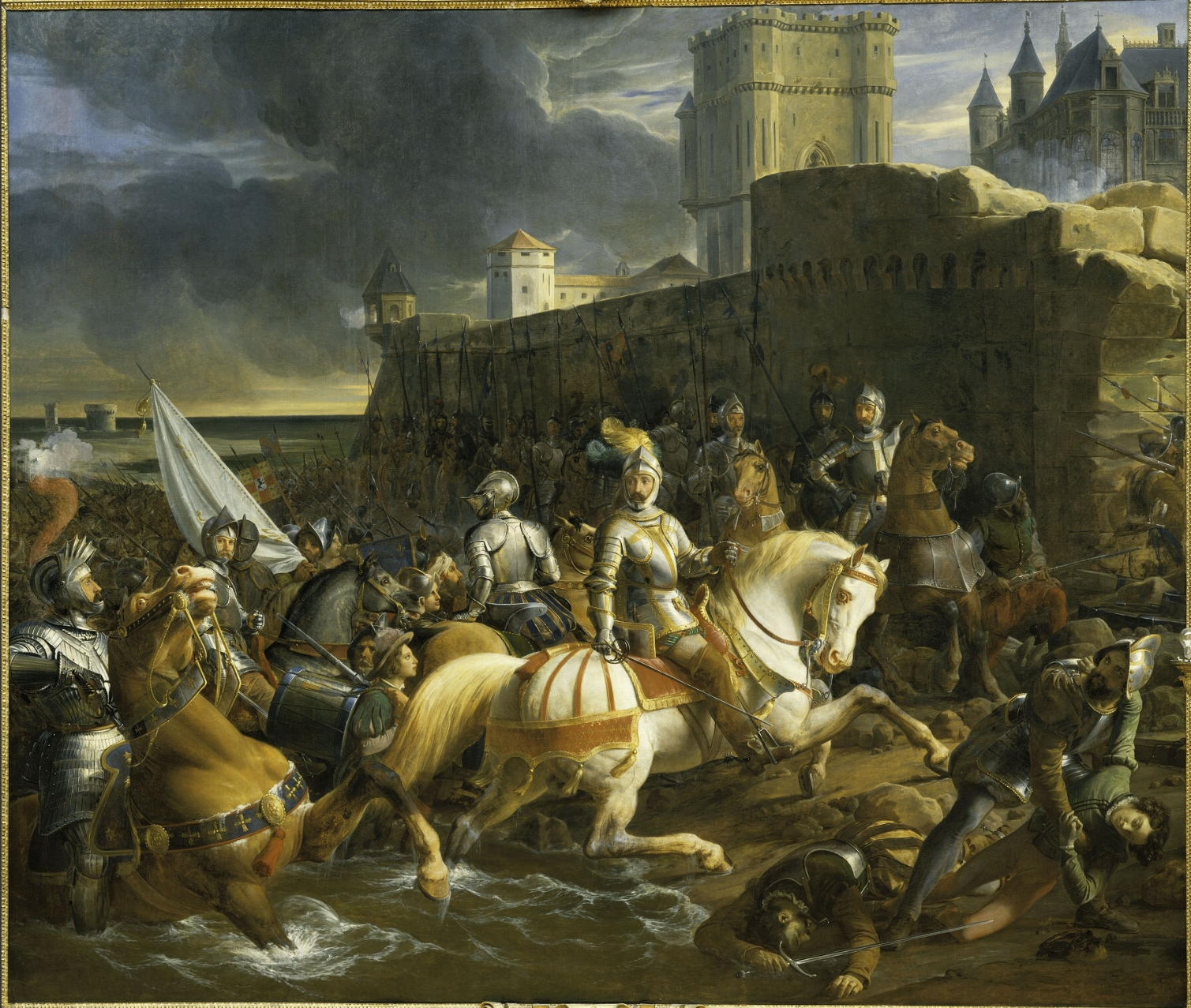
Siège de Calais

Grey fait un effort courageux pour sauver Guînes. Dans la nuit du 4, il envoie une lettre implorant d'urgence des renforts, mais Calais tombe le 6 janvier. Tous les comtés anglais sont alors sommés par proclamation d'apporter leur concours. Trente mille hommes se dirigent rapidement vers la côte, et le 10, la reine ordonne à l'armée de passer à Dunkerque, de rejoindre le duc de Savoie et de sauver Guînes. Mais des conditions météorologiques extrêmes sont rencontrées dans la Manche et la flotte est soit détruite, soit dispersée. Pendant ce temps, Guînes est abandonnée à son sort. Grey, avec ses onze cents hommes, abandonne la ville, brûle les maisons et se retire dans le château. Les Français, sous le duc de Guise, bombardent la place, et le troisième jour (19 janvier) subissent une tempête. Grey est blessé en marchant accidentellement sur une épée, et la première ligne de défense est prise. Ses soldats refusent de se battre plus longtemps et Grey est bientôt forcé de se rendre.
Le duc de Guise transfère Grey au maréchal Pierre Strozzi, qui à son tour passe son prisonnier au comte de La Rouchefoucauld, et il reste en captivité jusqu'à ce qu'il soit racheté par le paiement de vingt mille écus, ce qui altère considérablement sa fortune, et entraîne la vente de son ancien château de Wilton-upon-Wye. Grey est élu chevalier de la Jarretière en avril 1558 ; mais étant alors prisonnier en France, le roi d'armes Jarretière sir Gilbert Dethick est envoyé pour notifier son élection. Il est installé le 19 avril 1558 par son mandataire, Sir Humphrey Ratclyffe. Lors d'une prolongation de l'armistice avec la France en janvier 1559, Grey est envoyé en Angleterre avec des propositions de paix secrète. Grey reçoit des convocations en tant que pair du parlement d'Henri VIII, d'Édouard VI, de Marie et d'Élisabeth. Mais ses honneurs, qui sont confisqués par la mise hors la loi de 1553, ne sont entièrement restaurés qu'après l'avènement d'Élisabeth (1558).

## Gardien des Marches
En décembre 1559 Grey est fait gouverneur de Berwick, Gardien des Marches vers l'Écosse, et préfet de Tynedale et Redesdale. Il descend à la frontière avec deux mille hommes pour renforcer la garnison de Berwick, avec une grande latitude d'action. Après la signature du traité de Berwick, il est bientôt nommé général de l'armée anglaise envoyée « au secours des Écossais contre les Français, qui y avaient fait une invasion avec de grandes forces ». Le 28 mars 1560, Grey, avec Lord Scrope, Sir Henry Percy et d'autres, traverse la rivière Tweed avec six mille fantassins et deux mille chevaux. Il se déplace par des marches faciles, et le 4 avril, les seigneurs protestants de la congrégation le rejoignent à Prestonpans. Il est contrarié de constater que leurs hommes ne sont engagés que pour vingt jours, dont douze sont déjà expirés ; mais trouvant Leith trop fort pour être attaqué sans renforts, il propose d'utiliser immédiatement la force écossaise en s'emparant du château d'Édimbourg, où la reine régente s'est réfugiée avec Erskine. Les Écossais sont apathiques et Grey demande conseil à Thomas Howard (4e duc de Norfolk). Howard ne veut pas valider le projet de prendre le château à l'insu d'Elizabeth, et la reine, saisie, interdit à Grey d'y penser. On lui ordonne soit de régler les affaires sans force ni effusion de sang, ou bien d'achever l'ouvrage sur-le-champ, « car on ne pouvait pas permettre à la marine de rester ». Les combats commencent avant Leith, mais ils sont interrompus par un armistice, conclu pour laisser le temps à Howard de se rendre à Londres pour obtenir des instructions. Grey est furieux d'être obligé d'attendre. Après des conférences avec le duc de Châtellerault et les seigneurs écossais, les propositions de paix échouent.
Le siège de Leith commence aussitôt et, le 30 avril, un tiers de la ville est détruit par un incendie. Mais il y a des plaintes de l'action dilatoire de Grey. Le blocus échoue. Grey décide de prendre la place d'assaut le 7 mai. L'attaque est repoussée avec de lourdes pertes, la moitié des officiers et huit cents hommes sont laissés morts et blessés dans les tranchées. Grey s'accroche avec ténacité à son terrain, craignant seulement d'en être chassé avant que les secours n'arrivent. Cecil écrit à cette époque : « Mon Lord Grey est un gentleman noble, vaillant, douloureux et prudent », mais son échec est patent. Des négociations sont engagées et un traité est conclu à Édimbourg, la paix étant proclamée à Leith le dimanche 7 juillet. Gray est laissé gouverneur de Berwick et gardien des deux marches, mais par la suite, Sir John Forster prend les marches du milieu avec le consentement de Grey, celui-ci conservant les deux autres postes jusqu'à sa mort.

## Retraite et mort
En décembre 1560, Gray reçoit des ambassadeurs écossais à Berwick et fait visiter personnellement au comte de Morton les dernières fortifications . Grey se retire du commandement actif en 1561 et quitte Berwick pour le sud. Il meurt à Cheshunt, près de Waltham dans le Hertfordshire, le 14 décembre 1562, dans la maison de sa fille et de son gendre, Henry Denny (fils de Sir Anthony Denny), et est enterré dans l'église paroissiale du lieu, près du table de communion.

## Famille
Vers 1535, Grey épouse Lady Mary Somerset de Worcester,  la fille de Charles Somerset (1er comte de Worcester) et de sa seconde épouse, Elizabeth West . Ils ont trois enfants :
- Arthur Grey (14e baron Grey de Wilton) (1536-1593), qui épouse Dorothy la Zouche, fille illégitime de Richard la Zouche, 9e baron Zouche de Haryngworth. Il se remarie à Jane Morrison, fille de Sir Richard Morrison, et la veuve d'Edward Russell [4].
- Honora Grey (1540 - 28 août 1569), épouse Henry Denny, doyen de Chester (mort le 24 mars 1574), fils de Sir Anthony Denny. Ils ont Edward Denny, 1er comte de Norwich [6].
- William Grey